# Quararibea aurantiocalyx
Quararibea aurantiocalyx é uma espécie de angiospérmica da família Bombacaceae.
Pode ser encontrada nos seguintes países: Costa Rica e Panamá.
Está ameaçada por perda de habitat.